# Anurapteryx beckeri
Anurapteryx beckeri is een vlinder uit de familie van de Sematuridae. De wetenschappelijke naam van de soort is voor het eerst geldig gepubliceerd in 1897 door Druce.